# L'Amour fraternel

L'Amour fraternel est un téléfilm français réalisé par Gérard Vergez, diffusé le 16 août 2011 sur France 3.

## Synopsis
Dix ans après la mort de sa mère, Marc, qui a mené la grande vie à Paris auprès des artistes de la capitale, retourne dans la propriété provençale de sa famille. Il y retrouve son frère Henri, qui mène une existence solitaire, avec pour seuls amis les Chanu, les métayers qui exploitent son domaine. L'arrivée de Marc éveille la méfiance de son frère. Il ne comprend pas ce que ce dandy vient faire dans l'univers rude et laborieux des paysans. Comme les deux hommes apprennent à se connaître, sous le regard moqueur des Chanu, Henri comprend que Marc est totalement épuisé et qu'il est venu trouver paix et sérénité dans cette maison où il a grandi...

## Fiche technique
- Réalisateur : Gérard Vergez
- Scénario : Daniel Tonachella et Gérard Vergez, d'après l’œuvre de André de Richaud publié en 1936
- Producteur : Nicolas Traube
- Société de production : France 3 et Pampa Production
- Pays d'origine : France
- Durée : 95 min
- Genre : Film dramatique
- Date de diffusion : 16 août 2011 sur France 3

## Distribution
- Andy Gillet : Henri
- Grégory Fitoussi : Marc
- Maurice Bénichou : Père Chanu
- Maryline Even : Mère Chanu
- Alexandre Carrière : Maxime
- Aubert Fenoy : Honoré
- Lyn Thibault : Antoinette
- Pierre Estorge : Le Nanet
- Philippe Saïd : Le directeur du cirque